# Ресль, Владимир
Владимир Ресль (чеш. Vladimír Resl; 3 марта 1953, Либерец) — чешский саночник, выступал за сборную Чехословакии в 1970-х годах. Участник двух зимних Олимпийских игр, обладатель бронзовой медали чемпионата Европы, призёр и участник многих международных турниров.

## Биография
Владимир Ресль родился 3 марта 1953 года в городе Либерец. На международном уровне дебютировал в возрасте семнадцати лет, на юниорском чемпионате Европы занял шестнадцатое место среди одиночек и шестое среди двоек. Год спустя вновь выступил на молодёжном европейском первенстве и показал примерно тот же результат. В 1973 году на чемпионате Европы в немецком Кёнигсзе занял двадцать второе место в мужском одиночном разряде и десятое в парном. Также в этом сезоне участвовал в заездах чемпионата мира на трассе в Оберхофе, финишировал шестьдесят третьим в одиночках и двадцатым в двойках. Затем представлял Чехословакию на европейском первенстве в австрийском Куфштайне, был двадцать четвёртым среди одиночек и пятнадцатым среди двоек. Ещё через год съездил на мировое первенство в шведский Хаммарстранд, пришёл к финишу сорок вторым и шестнадцатым на одноместных и двухместных санях соответственно.
Благодаря череде удачных выступлений в 1976 году Ресль удостоился права защищать честь страны на зимних Олимпийских играх в Инсбруке, в одиночках занял двадцать третье место, тогда как в двойках вместе со своим бессменным партнёром Йиндржихом Земаном добрался до шестой позиции. После Олимпиады остался в основном составе национальной сборной и продолжил ездить на крупнейшие международные турниры. Так, в 1977 году был шестым и восемнадцатым на чемпионате Европы в Кёнигсзе, в 1978-м занял восьмое и пятнадцатое места на чемпионате мира в австрийском Имсте, а также завоевал бронзовую медаль на европейском первенстве в Хаммерстранде.
Не менее насыщенным получился и 1979 год, на чемпионате мира в Кёнигсзе Ресль занял семнадцатое и седьмое места в одиночках и двойках соответственно, тогда как на чемпионате Европы в Оберхофе был шестым среди двоек. В следующем сезоне они с Земаном расположились на шестой строке общего зачёта Кубка мира и прошли квалификацию на Олимпийские игры 1980 года в Лейк-Плэсид — планировали побороться здесь за медали, но в итоге оказались лишь на восьмой позиции. Помимо этого, Ресль участвовал здесь в состязаниях одиночных саней, однако во время второго заезда потерпел крушение, не смог финишировать и выбыл из дальнейшей борьбы. Вскоре после этих соревнований он принял решение завершить карьеру спортсмена, уступив место в сборной молодым чехословацким саночникам.